# Callionymus macdonaldi
Callionymus macdonaldi là một loài cá biển thuộc chi Callionymus trong họ Cá đàn lia. Loài này được mô tả lần đầu tiên vào năm 1911.

## Phân bố và môi trường sống
C. macdonaldi có phạm vi phân bố ở Tây Thái Bình Dương. Loài cá này được tìm thấy ở vùng biển xung quanh đảo New Guinea và phía bắc nước Úc.

## Mô tả
Mẫu vật lớn nhất của C. macdonaldi có chiều dài cơ thể được ghi nhận là 8,1 cm, thuộc về một cá thể mái; cá đực có chiều dài tối đa được ghi nhận là 6 cm.